# Trichorhina argentina
Trichorhina argentina is een pissebed uit de familie Platyarthridae. De wetenschappelijke naam van de soort is voor het eerst geldig gepubliceerd in 1963 door Albert Vandel.